# Out of Control (film 1992)
Out of Control è un film del 1992 diretto da Ovidio G. Assonitis.

## Trama
Il film narra della complicata storia d'amore tra un professore e una carcerata.